# Jean-Bernard Knepper
Jean-Bernard Knepper, luksemburški odvetnik, sodnik in politik, * 1638, † 14. november 1698.
Študiral je na Univerzi v Doleju, nakar je 23. maja 1660 opravil odvetniški izpit v Luxembourgu. Leta 1687 ga je Ludvik XIV. postavil za sodnika.
Med letoma 1693 in 1698 je bil župan mesta Luxembourg.